# Le 10 mappe che spiegano il mondo
Le 10 mappe che spiegano il mondo è un saggio del giornalista britannico Tim Marshall, pubblicato originariamente nel 2015 con il titolo Prisoners of Geography: ten maps that tell you everything you need to know about global politics da Elliott & Thompson e tradotto in Italia da Garzanti.

## Descrizione
Il libro, scritto dal giornalista britannico Tim Marshall esperto di geopolitica, tenta di interpretare in 10 "mappe" (ovvero, macroaree) e altrettanti capitoli, le logiche sottese di sviluppo economico e di equilibrio tra vicini di ciascuna delle aree del mondo, passando in rassegna la Russia, la Cina, gli Stati Uniti, l'Europa, l'Africa, il Medio Oriente, l'India e il Pakistan, la Corea e il Giappone, il Sudamerica e l'Artide. L'autore intende illustrare al grande pubblico, con un linguaggio accessibile, la forte correlazione degli equilibri strategici dei paesi con la rispettiva area geopolitica.

## Recensioni
- Financial Times: The plain truth about geography and ideology, By Daniel Dombey
- Standard.co.uk: When it comes to understanding geopolitics, it’s all about knowing how the land lies, By Nicholas Lezard